# Giuliano (diacono)
Giuliano di Gozzano (Egina, 350 circa – Gozzano, 391) è stato un diacono greco, venerato come santo dalla Chiesa cattolica.

## Biografia
Nato nell'isola di Egina (Grecia), insieme al fratello Giulio viene mandato ad Atene per svolgere studi di tipo profano e successivamente sacro. La loro capacità apostolica spinge il popolo di Atene a chiedere al vescovo la loro consacrazione: per Giulio, il sacerdozio, mentre per Giuliano, in segno di umiltà verso il fratello maggiore, il diaconato.
In seguito alle persecuzioni attuate dall'imperatore Flavio Valente contro l'eresia ariana, i due fratelli si spingono nelle zone bagnate dal Danubio (Ungheria, Boemia e Polonia) dove costruiscono numerose chiese. 
Con la morte di Valente e l'ascesa al potere di Teodosio I, Giulio e Giuliano ottengono il permesso di predicare liberamente la parola di Dio in tutto l'impero, impegnando anche i funzionari imperiali ad aiutarli, pena la morte.
Rassicurati da questo documento, si recano in Italia a compiere la loro missione apostolica nel Lazio (Acque Salve), in Liguria e in Lombardia dove incontrano Sant'Ambrogio da Milano e il governatore e senatore Audenzio.
Con la costruzione di nuove chiese in tutta la regione lombarda arrivano sulle sponde orientali del Lago d’Orta. Qui Giuliano, attratto dalla bellezza del luogo, manifesta la volontà di fermarsi a trascorrere il restante tempo della sua vita.
Decidono di stabilirsi a Gozzano (importante centro strategico) e, convertita la popolazione, costruiscono la novantanovesima chiesa dedicata a Santa Maria, (l'attuale chiesa di San Lorenzo).
Lasciato a Giuliano il compito di ultimare il tempio, Giulio cerca il luogo per la costruzione della centesima chiesa (dedicata ai Santi Apostoli) e lo identifica nell'isola del Cusio (ora Isola di San Giulio).
Nel 391 Giuliano muore e viene sepolto nella chiesa da lui costruita.
Il suo corpo verrà traslato definitivamente nella Basilica di Gozzano nel 1691, nella quale occasione l'arciprete Pietro Giuseppe Terrini terrà un discorso commemorativo dedicato al Santo.

## Culto
La festa liturgica di san Giuliano diacono viene celebrata il giorno 7 gennaio; tale ricorrenza non deve essere confusa con la festa liturgica di un altro santo omonimo, San Giuliano di Brioude, martire nel 302, che cade invece il giorno 28 agosto.